# Analog Science Fiction and Fact
Analog Science Fiction and Fact is een Amerikaans sciencefiction-tijdschrift, dat in 1930 werd gestart onder de titel Astounding Stories en een paar jaar later werd omgedoopt in Astounding Science-Fiction. Dit tijdschrift, aanvankelijk onder redactie van Harry Bates, wordt algemeen gezien als het platform waar de moderne sciencefiction werd geboren.
De man die daarvoor verantwoordelijk was, is John W. Campbell, die redacteur werd in 1937. Hij hernoemde het blad tot Astounding Science-Fiction en bond zijn schrijvers aan een gelijke nadruk op wetenschap én fictie. Hij wilde dat ze nadachten over de manier waarop wetenschap en technologie zich werkelijk zouden kunnen ontwikkelen in de toekomst. Nog belangrijker, ze moesten de invloed daarvan op het leven van mensen beschouwen.
Astounding werd de onbetwiste leider onder sf-tijdschriften. In 1960 veranderde Campbell de titel in Analog Science Fiction and Science Fact, om de aard van het tijdschrift beter tot uiting te laten komen. Vaak wordt de titel afgekort tot ASF, dat voor alle titels kan staan.
Ben Bova nam in 1971 het redacteurschap over toen Campbell plotseling kwam te overlijden en werd zelf in 1978 opgevolgd door Stanley Schmidt.
Analog publiceert regelmatig werk van voorheen onbekende auteurs en heeft zodoende belangrijke schrijvers in het genre gelanceerd, zoals Orson Scott Card met Ender's Game en Harry Turtledove.